# Be Incorporated
Be, Incorporated era la compagnia che sviluppò il sistema operativo BeOS e il computer BeBox. Venne fondata da Jean-Louis Gassée nel 1990 e nel 2001 venne venduta alla Palm, Inc. per 11 milioni di dollari quando la società era in bancarotta. La società aveva iniziato una causa legale contro la Microsoft per concorrenza sleale specificatamente per una clausola del contratto Microsoft che impediva agli OEM di vendere macchine configurate per avviarsi con il sistema operativo Windows e BeOS.
La causa legale non si concluse ma venne raggiunto un accordo tra le parti nel settembre del 2003, Microsoft accettò di versare a Be Incorporated 23,25 milioni di dollari per terminare la lite senza però riconoscere la propria colpevolezza.
Be Incorporated produceva anche BeIA un sistema operativo indirizzato ad applicazioni Internet. Venne utilizzato commercialmente da Sony, DT Research e altri per un breve periodo.
Be Incorporated aveva la sua sede legale a Menlo Park in California e aveva due sussidiare nazionali dedicate alla vendita in Francia e in Giappone. La compagnia in seguito venne spostata a Mountain View in California durante la procedura di fallimento.

## Origine del nome
Secondo molte fonti tra cui Macworld UK il nome della compagnia deriva da una conversazione tra Gassée e il cofondatore Steve Sakoman. Gassée inizialmente voleva chiamare la società United Technoids Inc. ma Sakoman non condivideva la scelta del nome e decise di cercare sul dizionario un nome migliore. Due giorni dopo Gassée chiamò Sakoman per sapere se avesse fatto progressi sul nome, Sakoman rispose che era arrivato alla "B". Gassée rispose che "Be" andava bene e quindi fu scelto quel nome.